# Zhefarovich Crag
Der Zhefarovich Crag (englisch; bulgarisch Жефарович камък Schefarowitsch kamak) ist ein 1250 m hoher, spitzer und felsiger Berg an der Fallières-Küste des Grahamlands im Norden der Antarktischen Halbinsel. Er ragt 8 km südwestlich des Grozden Peak, 5,4 km nordnordöstlich des Specimen Nunatak und 9,45 km östlich des Mount Wilcox aus den westlichen Ausläufern des Hemimont Plateau auf. Der Swithinbank-Gletscher liegt südwestlich und der Kom-Gletscher nördlich von ihm.
Britische Wissenschaftler kartierten ihn 1978. Die bulgarische Kommission für Antarktische Geographische Namen benannte ihn 2016 nach dem bulgarischen Maler, Bildhauer, Schriftsteller und Dichter Christofor Schefarowitsch (1690–1753).